# Sphyrospermum
Sphyrospermum es un género   de plantas fanerógamas perteneciente a la familia Ericaceae.  Comprende 30 especies descritas y de estas, solo 22 aceptadas.

## Descripción
Son arbustos delgados, a veces desparramados, epífitos o terrestres frecuentemente con ramas colgantes. Hojas alternas, pequeñas y con nervadura inconspicua, coriáceas; subsésiles. Inflorescencias de pocas flores solitarias o raramente en pares en las axilas de las hojas, pedicelos delgados, péndulos, distalmente hinchados, bractéolas 2, caducas, flores con el hipanto continuo con el pedicelo, subgloboso u obcónico; limbo del cáliz suberecto, lobos 4–5; corola cilíndrica a campanulada, 4–5-lobada; estambres generalmente en igual número o en doble número que los lobos de la corola, iguales o alternadamente algo desiguales, filamentos delgados, ligulados, anteras insertas dorsalmente cerca de la base, membranáceas, lisas, generalmente más cortas que los filamentos, los 2 túbulos libres de igual tamaño o más largos que los sacos de las anteras, abriéndose por hendeduras ovaladas e introrsas; estigma truncado, estilo filiforme, casi del mismo largo que la corola, óvulos numerosos, placentación axial pero frecuentemente de apariencia central o basal. Fruto baya subglobosa o elipsoide, pericarpo glabro o patente pubescente, frágil cuando seco pero suculento al madurar, coronado por el limbo del cáliz y los lobos persistentes, 4–5-locular, las divisiones descomponiéndose rápidamente; semillas alargadas, estriadas, blanquecinas con el embrión verde visible a través del endosperma.

## Taxonomía
El género fue descrito por Poepp. & Endl.  y publicado en Nova Genera ac Species Plantarum 1: 4. 1835. La especie tipo es: Sphyrospermum buxifolium

## Especies seleccionadas
- Sphyrospermum boekei
- Sphyrospermum buesii
- Sphyrospermum buxifolium
- Sphyrospermum campanulatum
- Sphyrospermum campii
- Sphyrospermum cordifolium